# Commercio del riso
Il commercio del riso a livello internazionale è caratterizzato dal fatto che i massimi paesi produttori (Cina, India, Indonesia e Bangladesh) sono anche i massimi consumatori. Nelle annate normali pertanto il quantitativo esportabile è costituito da una frazione molto piccola della produzione e, addirittura nelle annate scarse, tali paesi sono importatori netti.

## Paesi esportatori
Paesi decisamente esportatori sono invece quelli dell'Asia sud-orientale (Viet Nam, Thailandia, Myanmar), anzi periodicamente torna la notizia che gli stessi vogliano creare un cartello come quello dell'OPEC. Nel complesso il peso del commercio internazionale non è paragonabile a quello degli altri cereali (frumento e mais soprattutto) e nelle annate scarse tende addirittura a contrarsi ulteriormente. Ma se in percentuale rispetto alla produzione mondiale il commercio del riso ha una importanza relativamente contenuta, in cifra assoluta ha una dimensione considerevole, intorno ai 25 milioni di tonnellate
Gli Stati Uniti d'America, pur avendo una produzione relativamente modesta, (intorno al 5% della produzione mondiale) sono in grado di esportare notevoli quantità (attorno al 12% del commercio internazionale).
La borsa merci che fissa il prezzo del riso a livello internazionale è pertanto quella di Chicago. Le variazioni in aumento, come quella verificatesi nel 2008 rischiano di affamare una quota significativa del sud del mondo. Le tensioni del mercato sono perciò particolarmente seguite.

## Dati sul commercio mondiale

### Paesi esportatori
Solamente il 4% della produzione mondiale di riso, che si avvicina alle 600 milioni di tonnellate, è destinato al commercio internazionale. Quest'ultimo è in crescita circa del 7% per anno.

## Commercio del riso nell'Unione europea
La produzione del riso nell'Unione europea è dell'ordine di 2,5 milioni di tonnellate di riso lavorato, ma il consumo ascende a 3,5 milioni di tonnellate. Deve perciò importare il 40% dei suoi consumi. Precedentemente le importazioni avvenivano dagli USA, ma furono rilevate presenze di riso OGM non ammesse nell'Unione. I mercati di rifornimento divennero quindi quelli del Sud-Est asiatico. L'Italia da sola ne produce 1,44 milioni di tonnellate, di cui 0,5 destinato all'esportazione .
Il Regolamento (UE) n. 1308/2013 prevede che le varietà vengono classificate non solo in base alla lunghezza della cariosside ma anche in base al rapporto tra lunghezza e larghezza:
- riso a grani tondi o riso tondo o riso originario: lunghezza pari o inferiore a 5,2 mm e rapporto lunghezza-larghezza inferiore a 2;
- riso a grani medi o riso medio: lunghezza superiore a 5,2 mm e pari o inferiore a 6 mm, con rapporto inferiore a 3;
- riso a grani lunghi A o riso lungo A: lunghezza superiore a 6,0 mm e rapporto superiore a 2 e inferiore a 3;
- riso a grani lunghi B o riso lungo B: lunghezza superiore a 6,0 mm e rapporto pari o superiore a 3.[8]

### Il commercio del riso in Italia
La maggior parte della produzione del riso avviene nella zona di Vercelli, dove ha sede la più importante borsa del riso italiana nel "Palazzo della Casa dell'Agricoltore".
Grazie alla costruzione del Canale Cavour tra il 1860 e 1866 la zona si trasformò in un'importantissima regione di coltivazione del riso e in un’area agricola fra le più ricche e avanzate d’Italia, messo in crisi dalla concorrenza asiatica sin dal 1882, quando la qualità Rangoon si vendeva a un quarto del risone locale, portando all'abolizione in Italia del costo forzoso.
Il Decreto Legislativo n.131/2017 definisce i criteri per la commercializzazione al pubblico del riso in Italia (riso da interno). In questo decreto sono definite 5 varietà tradizionali nominali nelle quali confluiscono genericamente tutte le nuove varietà coltivate: Ribe, Arborio, Roma o Baldo, Carnaroli, Vialone nano e S. Andrea. 

#### Verifica della qualità nel mercato del riso italiano
In un primo momento chicchi vengono esaminati e individuati i chicchi carenti per forma o colore. Vi è poi la contrattazione del prezzo che stabilisce il prezzo medio di ciascuna varietà di riso.
I prezzi stabiliti al mercato del riso di Milano vengono poi adottati come i prezzi indicativi per l'intero mercato italiano.